# Víctor Manuel Pulido Capurro
Víctor Manuel Pulido Capurro (26 de enero de 1954 (71 años); Lima, Perú) es un biólogo y docente universitario peruano. Ha recibido varios premios internacionales en reconocimiento a su trabajo científico, sus esfuerzos para proteger el ambiente y su trabajo con las aves costeras.

## Biografía
Nació en el distrito de La Victoria, en la ciudad de Lima en el año 1954, realizó sus estudios superiores de biología en la Universidad Nacional Mayor de San Marcos. 
En sus primeros años como biólogo se desempeñó como especialista de fauna silvestre en la Dirección General Forestal y de Fauna en 1979 y posteriormente ocupó los cargos de Director de Fauna Silvestre y Director de Flora y Fauna Silvestre. Fue Director de Parques nacionales entre 1988 y 1989, Coordinador Nacional para la Red Latinoamericana de Áreas Protegidas Flora y Fauna Silvestre de la FAO en 1988, fundador de "El Volante Migratorio" (un boletín internacional para aves migratorias con amplia distribución en el mundo)entre 1983 y 1993, fue Jefe del Programa de Biodiversidad del INIA, Jefe del Programa de Plantaciones Forestales del INIA, Director del Programa de Conservación y Desarrollo Sostenido de Humedales(1992 – 2001); miembro del Consejo Directivo, entre 2002 y 2004 y posteriormente Presidente del Zoológico, Parque de Las Leyendas, en Lima. Por esos años también ejerció la docencia universitaria en la Universidad Nacional Mayor de San Marcos, la Universidad Nacional Federico Villarreal, la Universidad Nacional del Altiplano de Puno, la Universidad Científica del Sur y en la Universidad Inca Garcilaso de la Vega donde trabajó como docente Investigador y Coordinador de Investigación en la Filial Chincha. Asimismo, ha sido el impulsor de la creación de la Maestría en Gestión Ambiental y Recursos Biológicos y del Doctorado en Medio Ambiente y Desarrollo Sostenible en la Escuela de Posgrado de la Universidad Inca Garcilaso de la Vega. Docente investigador de la Universidad Privada San Juan Bautista.
Ha participado en eventos internacionales, en los cuales ha realizado presentaciones sobre fauna silvestre y áreas naturales protegidas, humedales, biodiversidad y migraciones de aves. Ha asistido a Convenciones Internacionales, en calidad de representante del Comité Científico por el Perú para Ramsar, en las COP de Canadá(1987), en Australia(1996), en Costa Rica(1999), en España(2002) y también se desempeña como Consejero ante el Comité Científico de la Convención de Animales Migratorios CMS, habiendo participado en las reuniones de Alemania(2006 y 2010) y en Italia en el 2008. Miembro del Board de Directores de Wetlands International (2002 – 2004). Tiene aproximadamente 70 invitaciones a seminarios y conferencias en América, Europa y Australia; es miembro de la Comisión de Supervivencia de Especies y de la Comisión de Parques nacionales y Áreas Protegidas de la Unión Mundial para la Conservación de la Naturaleza. Asimismo ha desarrollado numerosas consultorías con organismos internacionales como la FAO, UICN, Banco Mundial, Tratado de Cooperación Amazónica, Cooperación Técnica de las Embajadas de Holanda(Países Bajos) y Alemania, la Fundación Alton Jones, TNC y nacionales como PROFONANPE, PRONATURALEZA, APECO, AGROKASA(Productor y exportador de palta, uva y arándano con operaciones en Ica. Destaca por su infraestructura tecnificada y prácticas sostenibles.); sobre áreas naturales protegidas y la conservación de la biodiversidad y migraciones de aves.
Víctor Pulido tiene los grados académicos de Bachiller en Ciencias Biológicas y es Biólogo con mención en Zoología en la Universidad Nacional Mayor de San Marcos en 1980, Magister Scientiae en Conservación de Recursos Forestales por la Universidad Nacional Agraria La Molina en 1987 y Doctor en Ciencias Biológicas de la Universidad Nacional Mayor de San Marcos en 2004.

## Publicaciones
Es autor de siete libros, entre ellos, el primer y único Libro Rojo sobre la Fauna Silvestre del Perú en estado de amenaza y peligro de extinción, es autor del Vocabulario de los Nombres Comunes de la Fauna Silvestre del Perú,  y el libro de texto universitario editado por el Fondo Editorial de la Universidad Inca Garcilaso de la Vega, Ecología General y del Perú. Es autor con Letty Salinas y César Arana del libro de Las aves del desierto de Ica, la experiencia de AGROKASA, un libro sobre la conservación de la biodiversidad en áreas agrícolas productivas; además es coautor de tres libros sobre fauna migratoria y humedales y ha publicado más de 90 artículos científicos y de difusión cultural.

### Algunas publicaciones
- Pulido, V., (1991), El Libro Rojo de la Fauna Silvestre del Perú, Lima, Perú, Ed. (INIAA-WWF-FWS US).
- Pulido, V., (1998), Vocabulario de los Nombres Comunes de la Fauna Silvestre del Perú, Lima, Perú.
- Pulido, V., Salinas, L. y Arana, C., (2007), Aves en el Desierto de Ica, la experiencia de Agrokasa, Lima, Perú.
- Pulido, V., (2013), Ecología General y del Perú, Lima, Perú, Fondo Editorial de la Universidad Inca Garcilaso de la Vega.
- Pulido, V., Salinas, L. y Arana, C., (2013), Aves en el Desierto de la Costa Central del Perú, Lima, Perú, Josefina Barrón Editores.
- Pulido, V., (2015), Ecología, Lima, Perú, Fondo Editorial de la Universidad Inca Garcilaso De La Vega.
- Pulido, V. y Katayama, R., (2015), Metodología del Trabajo Universitario, Lima, Perú, Fondo Editorial de la Universidad Inca Garcilaso De La Vega.
- Pulido V. 2018. Ciento quince años de registros de aves en Pantanos de Villa. Revista peruana de biología 25(3): 291 - 306 (agosto de 2018). doi: http://dx.doi.org/10.15381/rpb.v25i3.15212
- Pulido V. 2018. Estacionalidad de las especies de aves residentes y migratorias altoandinas en el lado peruano de la cuenca del Titicaca. Journal of High Andean Research, 2018; 20(4): 461 - 476. http://dx.doi.org/10.18271/ria.2018.423
- Pulido, V. & L. Bermúdez. 2018. Patrones de estacionalidad de las especies de aves residentes y migratorias de los Pantanos de Villa, Lima, Perú. Arnaldoa 25 (3): 1107-1128. DOI:http://doi.org/10.22497/arnaldoa.253.25318.
- Pulido, V. & L. Bermúdez. 2018. Patrones de estacionalidad de las especies de aves residentes y migratorias de los Pantanos de Villa, Lima, Perú. Arnaldoa 25 (3): 1107-1128. DOI: http://doi.org/10.22497/arnaldoa.253.25318
- Pulido V, Salinas L, del Pino J, Arana C. 2021. Revisión del conocimiento actual y conservación de la lechuza de los arenales Athene cunicularia (Molina, 1782) en el Perú. Revista peruana de biología 28(1): 28(1): 014 - 053.
- Pulido, Víctor. 2021. Colonización de áreas deforestadas de la Amazonia peruana por la lechuza de los arenales Athene cunicularia (Molina, 1782). Ecología Aplicada, 20(2), 197-206. Epub 30 de diciembre de 2021.https://dx.doi.org/10.21704/rea.v20i2.1810
- Pulido Capurro, V., Olivera Carhuaz, E., Arana Bustamante, C., Riveros Salcedo, J. C., & Escobar Mamani, F. (2022). Percepción de la población sobre el derrame de petróleo en la Refinería la Pampilla en las costas del litoral marino, Perú. Cultura de los Cuidados. 2022, 26(63): 168-188. https://doi.org/10.14198/cuid.2022.63.13
- Pulido Capurro, V. (2023). Crónica de la conservación de la biodiversidad peruana. Marc Dourojeanni: actor principal y espectador privilegiado. The Biologist (Lima), vol. 21 (1), 125-130. https://orcid.org/0000-0002-9238-5387
- Pulido V. 2023. A cinco siglos de la introducción de la paloma de Castilla (Columba livia Gmelin, 1789) al Perú. Revista peruana de biología 30(4): e26245 001 - 012 (Diciembre 2023). doi: http://dx.doi.org/10.15381/rpb. v30i4.26245
- Pulido Capurro, V. (2023). Un encuentro inesperado: evocando a José María Arguedas durante su paso por la Asistencia Pública de Grau. Cultura de los Cuidados (Edición digital), 27(67). http://dx.doi.org/10.14198/cuid.26116

## Premios
- Medalla de oro por el Colegio de Biólogos del Perú.
- Premio “Lima, Ciudad saludable”, otorgado por la Municipalidad Metropolitana de Lima.
- Premio Parque las Leyendas.
- Condecoración Egresado Distinguido, Medalla y Diploma, Escuela de Posgrado, de la Universidad Nacional Mayor de San Marcos (2011).
- Premio Internacional Pablo Canevari a la Conservación de aves playeras otorgado en 2012 por el Centro Manomet para las Ciencias de la Conservación, por sus esfuerzos a favor de la conservación de áreas de invernada y de especies migratorias costeras a lo largo del Hemisferio Occidental.[2]
- Premio Internacional Ramsar a la conservación de los humedales en 1999.
- Premio al Investigador destacado, Universidad Le Cordon Bleu, 2024.